# Горбань з Нотр-Даму (фільм, 1996)
«Горбань з Нотр-Даму» (англ. The Hunchback of Notre Dame) — анімаційний фільм студії Дісней, який вийшов 21 червня 1996 року. Фільм оснований на романі Віктора Гюго «Собор Паризької Богоматері», але до сюжету був внесений ряд змін. Дія концентрується на Есмеральді, красивій циганці-танцівниці, Фролло, сильному і впливовому судді, який переслідує її і таємно закоханий, горбані Квазімодо, який дзвонить у дзвін у соборі Паризької Богоматері, і молодому капітанові Фебе, який також закоханий в Есмеральду.
Режисерами фільму стали Кірк Вайз і Гері Труздейл, які режисерували мультфільм 1991 року «Красуня і чудовисько», а продюсером став Дон Хан, продюсер мультфільмів «Красуня і чудовисько» і «Король Лев». Композитори — Алан Менкен і Стефен Шварц, озвучували героїв Том Халс, Демі Мур, Кевін Клайн, Пол Кендел, Джейсон Александер, Чарльз Кімбро, Девід Огден Стірс, Тоні Джей і Мері Вайкс (її остання роль в кіно). Мультфільм належить до ери під назвою «Ренесанс Дісней» — десятиріччю між 1989 і 1999 роками, коли Дісней створював успішні анімаційні фільми, залучаючи численну аудиторію і викликаючи інтерес критиків. Сиквел до фільму, «Горбань із Нотр-Дама 2» вийшов в 2002 році. Цей мультфільм одержав рейтинг G від MPAA, і рейтинг U від British Board of Film Classification у Великій Британії. Попри такі рейтинги, фільм був визнаний однією з найпохмуріших картин студії Діснея.

## Сюжет
Дія відбувається в Парижі в 1482 році. Горбань Квазімодо — дзвонар в церкві Собору Паризької Богоматері. У нього немає друзів, крім живих Ґаргулій Віктора, Гюго і Лаверн. Клод Фролло, суддя і дуже релігійна людина, що ненавидить «нечистих» простолюдинів забороняє Квазімодо виходити з вежі. У щорічний паризький фестиваль дурнів Ґаргулей переконують Квазімодо вийти. На площі він бачить танець циганки Есмеральди і захоплюється її красою.
Натовп починає знущатися з Квазімодо, але циганка заступається за нього. В цей час суддя Фролло приймає нового військового, капітана Феба, зауважує Есмеральду і наказує схопити її. Але вона просить притулку в Соборі Паризької Богоматері. Феб переслідує її, але в підсумку відпускає. Між ними виникають почуття. Фролло оточує собор вартою, не даючи циганці втекти. Він хоче домогтися любові Есмеральди або стратити її. Однак він забуває про Квазімодо, який знаходиться у дзвіниці собору. Останній влаштовує втечу Есмеральди, і вона залишає йому на згадку медальйон-карту.
Фролло наказує палити будинки в Парижі та звинувачує Феба в невірності. Той тікає, проте отримує поранення. Есмеральда забирає його в собор і доглядає за ним. Фролло бреше Квазімодо, що дізнався, де знаходиться таємне затишне місце циган — Двір Чудес. Феб і Квазімодо попереджають про небезпеку, але Фролло, який слідкував за ними, заарештовує всіх. На наступний день Фролло збирається спалити Есмеральду, як відьму, на багатті. Він пропонує їй свободу в обмін на її любов, але вона плює йому в обличчя.
Бачачи, як палять Есмеральду, Квазімодо звільняється від пут і намагається врятувати її. Парижани під керівництвом Феба починають повстання. Фролло вривається в собор і намагається вбити Квазімодо, зізнаючись, що це він убив його матір. Він (тобто Фролло) падає вниз з вежі і розбивається на смерть. Квазімодо теж падає, але Феб встигає перехопити його. Пізніше Квазімодо розуміє, що Феб і Есмеральда люблять один одного, і мириться з цим. У свою чергу, Есмеральда допомагає Квазімодо вийти з церкви і, нарешті, увійти в суспільство.

## Ролі озвучували
| Персонаж    | Оригінал                           | Український дубляж                                |
| ----------- | ---------------------------------- | ------------------------------------------------- |
| Квазімодо   | Том Халс                           | Роман Молодій/Кирило Каплуновський (вокал)        |
| Есмеральда  | Демі Мур/Хайді Молленхауер (вокал) | Юлія Перенчук/Мила Нітіч (вокал)                  |
| Клод Фролло | Тоні Джей                          | Олександр Задніпровський/В'ячеслав Рубель (вокал) |
| Феб         | Кевін Клайн                        | Дмитро Гаврилов                                   |
| Клопен      | Пол Кендел                         | Павло Скороходько                                 |
| Архідиякон  | Девід Огден Стірс                  | Сергій Озіряний                                   |
| Віктор      | Чарльз Кімбро                      | Євген Сінчуков                                    |
| Гюго        | Джейсон Александер                 | Сергій Солопай                                    |
| Лаверн      | Мері Вайкс/Джейн Вітерс            | Наталя Сумська                                    |

### А також
- Констянтин Лінартович
- Олексій Череватенко
- Володимир Плахов

### Пісні виконували
- Тетяна Піроженко
- Світлана Заря
- Євген Анішко
- Сергій Юрченко

### Інформація про український дубляж
Дубльовано студією «LeDoyen» на замовлення «Disney Character Voices International» у 2016 році.
- Режисер дубляжу — Ольга Фокіна
- Перекладач тексту та пісень — Роман Дяченко
- Музичний керівник — Тетяна Піроженко
- Звукорежисер — Станіслав Ногін
- Звукорежисер перезапису — Михайло Угрин

## Виробництво
«Горбань із Нотр-Дама» став другим фільмом Кірка Вайза і Гері Труздейла після великого успіху фільму «Красуня і Чудовисько» в 1991 році. Режисери прочитали роман Віктора Гюго «Собор Паризької Богоматері» та вирішили екранізувати цей твір, але зробити декілька змін, аби фільм підходив і для дітей. Це включає в себе зміну характеру головних героїв (їх зробили значно добрішими). Посаду Фролло змінили: у книзі — архідиякон, у фільмі — суддя. Архідиякон ж став окремим персонажем.
Додалися помічники Квазімодо — три горгульї, а у фіналі Квазімодо і Есмеральда залишилися в живих. Ця кінцівка запозичена з лібрето опери Віктора Гюго, заснованої на його ж романі, де Есмеральду в кінці рятує Феб. Аніматори фільму відвідали цей Собор Паризької Богоматері в Парижі на кілька тижнів. Вони зробили безліч фотографій, щоб більш чітко відтворити архітектуру і деталі, але в сюжеті мультфільму допущені неточності внутрішнього оздоблення собору.
У часи подій, що відбуваються, в середині головного залу «гніздом» нависав орган, а посередині були розташовані поховання. Але відтворити собор того часу мультиплікаторів не представлялося можливим, оскільки сьогодні будівля виглядає інакше.
Деякі актори, що озвучили героїв мультфільму, раніше працювали в проєктах Вайза і Труздейла. Наприклад, Тоні Джей і Девід Огден Стірс (Клод Фролло і архидиякон відповідно) озвучували мсьє Д'Арк і Когсворта в «Красуні і Чудовиську» (там само Стірс читав пролог), але в жодній сцені вони не озвучували героїв разом. Також Пол Кендел (голос Клопен) був обраний на роль після того, як режисери побачили його виконання ролі дядька Ерні в опері «Томмі». Демі Мур була обрана для озвучення Есмеральди завдяки своєму незвичайному голосу, оскільки режисери хотіли, щоб у актриси був нетрадиційний голос.
Попри зміни у порівнянні з оригінальним літературним матеріалом джерела в цілях забезпечення рейтингу G, у фільмі все ж вдалося передати такі поняття, як дітовбивство, гріх, ненормативна лексика, релігійне лицемірство, концепція пекла, шкода і соціальна несправедливість. Пісні також містять досить зрілі фрази, наприклад, прикметник «розпущена» або часте згадування слова «пекло». Це перший діснеївський фільм, де було використано слово «прокляття».

### Кастинг і персонажі
- Квазімодо (озвучує Том Халс) — головний герой. 20-річний хоробрий і милосердний дзвонар Собору Паризької Богоматері. Має великий горб і негарне обличчя, від чого суддя Фролло завжди говорить йому, що він (тобто Квазімодо) потворний і ніколи не буде прийнятий світом. Спочатку пісня пропонує глядачам судити самим, «хто чудовисько, а хто людина».
- Есмеральда (озвучує Демі Мур, співає Хайді Молленхауер) — красива, розумна і милосердна циганка-танцівниця, яка стає другом Квазімодо і показує йому, що його душа справді прекрасна, навіть якщо його тіло потворне. Незалежна і ненавидить те, як влада переслідує циган. Протягом фільму Есмеральда шукає правосуддя для своїх людей. Вона закохується в капітана Феба і допомагає Квазімодо зрозуміти, що цигани — хороші люди. «Есмеральда» — португальська версія прикметника «смарагдовий». Можливо, тому режисери вирішили дати героїні «смарагдові» зелені очі.
- Клод Фролло (озвучує Тоні Джей) — господар Квазімодо, міністр правосуддя і головний антагоніст фільму. Лицемірний релігійний фанатик. Ненавидить циган, тому що в його уяві вони — нечиста сила. Закохується в Есмеральду. Не бачить зла у своїх діяннях, вважаючи, що діє в ім'я Бога, навіть попри те, що архідиякон часто не схвалює його дії. Однак у пісні «На вогнище» Фролло вимовляє латинське слово «mea culpa» («моя вина»). Можливо, це означає, що він все ж знає справжню суть своїх дій.
- Капітан Феб (озвучує Кевін Клайн) — солдат, який став охоронцем судді Фролло. Закохується в Есмеральду і пізніше одружується на ній. Має коня Ахіллеса.
- Клопен (озвучує Пол Кендел) — ватажок циган. Розповідає історію глядачам.
- Віктор, Гюго і Лаверн (озвучують Чарльз Кімбро, Джейсон Александер і Мері Вайкс відповідно) — Ґарґульї, стали близькими друзями Квазімодо. У DVD в аудіокоментарі до фільму Труздейл, Вайз і Хан помітили, що ґарґульї можуть існувати лише в уяві Квазімодо, але в другому фільмі їх бачить і Мадлен (дівчина Квазімодо).
  - Це була остання роль Мері Вайкс (Лаверн) в кіно. Вона померла від раку, не закінчивши роботу над фільмом. Джейн Вітерс записала останні діалоги Лаверн і озвучила її в другому фільмі.
- Архідиякон (озвучує Девід Огден Стірс) — добра людина, що допомагає багатьом людям у фільмі, включаючи Есмеральду. На відміну від Фролло, він добрий, мудрий і м'який. З'являється на початку фільму, коли наказує Фролло зізнатися у вбивстві матері Квазімодо. Архідиякон не схвалює більшості дій Фролло, а в кульмінації фільму останній в гніві відкрито кидає йому виклик і штовхає зі сходів.

### Творці
| - Аніматори: - Джеймс Бекстер (Квазімодо) - Тоні Фьюсайл (Есмеральда) - Кеті Зілінскі (Фролло) - Расс Едмондс (Феб) - Майкл Сюррей (Клопен) - Девід Приксма (Віктор і Гюго) - Вілл Фін (Лаверн) - Рон Хазбенд (Джалі) - Девід Берджесс (Архідиякон) | - Художник-постановник: Девід Гетц - Сюжет: Вілл Фін - Макет: Ед Гертнер - Фон: Ліза Кін - Промальовування: Вера Ланфер-Пачеко - Ефекти анімації: Кріс Дженкінс - Комп'ютерна графіка: Кіран Бхакта Джоші |

### Музика
Саундтрек фільму включає в себе музичну партитуру, написану Аланом Менкеном, і пісні, написані Менкеном і Стівеном Шварцем:
- «Дзвони собору Нотр-Дам» (англ. The Bells Of Notre Dame) для Клопена;
- «День прожити мені там» (англ. Out There) для Квазімодо і Фролло;
- «Догори дном» (англ. Topsy Turvy) для Клопена;
- «Боже, допоможи знедоленим» (англ. God Help The Outcasts) для Есмеральди;
- «Райське світло» (англ. Heaven's Lights) і «Пекельний вогонь» (англ. Hellfire) для Квазімодо, архидиякона і Фролло;
- «Їй потрібен ти» (англ. A Guy Like You) для ґорґулій;
- «Двір Чудес» (англ. The Court Of Miracles) для Клопена і циган.

Три пісні, написані для фільму, були видалені під час процесу зйомок: «Там, де чудеса», «Під місяцем» і «Коли-небудь». Остання з них могла замінити пісню Есмеральди «Боже, допоможи знедоленим». Хоч вона й не включену до фільму, пісню «Коли-небудь» можна почути у кінці в титрах, у виконанні R&B групи All-4-One. Луїс Мігель записав версію цієї пісні для Латинської Америки іспанською мовою, пісня стала хітом у Мексиці.

## Ставлення глядачів
- «Горбань із Нотр-Дама» вийшов 21 червня 1996 року і отримав багато позитивних відгуків. Але мала місце і негативна критика від шанувальників роману Віктора Гюго, незадоволених змінами, які зробив Дісней. Такі критики, як Арно Ластер, провідний дослідник Гюго, звинуватили Дісней у спрощенні, редакції і цензурі роману в багатьох аспектах, включаючи особистості персонажів[2]. Пізніше було відзначено, що аніматори «не мають достатньо впевненості в своїх відчуттях» і цей фільм «повертається до стереотипів» («falls back on clichés»)
- У перший вікенд фільм посів друге місце за національним касовими зборами, зібравши 21 млн доларів. Потім рейтинг фільму дещо знизився, в США збори склали трохи більше 100 млн доларів, а в світі — 325 млн. Хоча фільм не зміг обійти своїх попередників, «Красуня і чудовисько», «Аладдін», «Король Лев» і «Покахонтас», він зміг перевершити фільми, що вийшли в попередню декаду, такі як «Русалонька» і «Геркулес».

### Нагороди
- BMI
  - BMI Film Music Award

- Satellite Awards
  - За найкращу анімацію

- Oscar Academy Awards
  - За найкращу музику

- 54th Golden Globe Awards
  - Best Original Score

- Young Artist Award
  - Найкращий сімейний фільм

Фільм нині[коли?] має рейтинг 73 % на Rotten Tomatoes.
- Золота малина 1997 рік
- Номінації: Найгірший блокбастер (фільм, що зібрав більше 100 млн доларів).

## Інші проєкти

### Адаптації
- «Disney Comic Hits» #11, видаваний студією Marvel Comics, опублікував дві історії, засновані на фільмі.

- Фільм був адаптований у похмуріше, готичне музичне виробництво, переписаний і зрежисований Джеймсом Лепіном і поставлений в «Disney theatrical branch» в Берліні, Німеччина. Мюзикл «Der Glöckner von Notre Dame» (Дзвонар із Нотр-Дама) був дуже успішний і ставився в театрі з 1999 до 2002 року до закриття.
- Також обговорювався американський ремейк мюзиклу, він був підтверджений композитором Аланом Менкеном в листопаді 2010 року[4].

### Сиквелиіспін-оффи
- У 2002 році на VHS і DVD вийшло продовження «Горбань із Нотр-Дама II». Сюжет концентрується на Квазімодо, який продовжує дзвонити в дзвін у Соборі Паризької Богоматері за допомогою Зефіру, сина Есмеральди та Феба. Також він зустрічає дівчину Мадлен і закохується в неї. Вона приїхала в Париж разом зі злим господарем цирку, Сарушем. Дісней вирішив, що потрібно випустити веселіший і більш відповідний для дітей сіквел в порівнянні з похмурим оригінальним фільмом.
- Квазімодо, Есмеральда, Віктор, Гюго, Лаверн і Фролло з'являються в серіалі каналу Дісней «Мишачий будинок». Фролло також можна побачити в натовпі лиходіїв в «Будинок лиходіїв. Мишачий будинок».

### Відеоігри
- В 1996 році одночасно з релізом фільму, «Горбань із Нотр-Дама: Topsy Turvy Games» вийшла гра для ПК і Game Boy, колекція міні-ігор, заснована на Фестивалі дурнів.

#### Kingdom Hearts
- Японський ігровий журнал Famitsu оголосив на першій вечірці «Square Enix Premier Party», що світ, оснований на «Горбані із Нотр-Дама». з'явиться в серії ігор Kingdom Hearts в очікуваній Kingdom Hearts 3D: Dream Drop Distance, це зробило світ мультфільму «Горбань із Нотр-Дама» першим світом, присутність якого в грі було підтверджено.

## Цікаві факти
- Горгуль звуть Віктор, Гюго і Лаверн, де Віктор і Гюго — ім'я та прізвище автора книги «Собор Паризької Богоматері» Віктора Гюго (англ. Victor Hugo), а Лаверн названа на честь американської співачки Лаверн Ендрюс — однієї з «Сестер Ендрюс».
- Прем'єра фільму відбулася 19 червня 1996 в Супердомі в Новому Орлеані. Для показу використовувалися шість величезних екранів, а передував йому парад через Французький квартал.
- Пісня «Коли-небудь» була проспівана для титрів групою All-4-One, але в європейській версії її замінили на британську групу Eternal.
- Старий, якого звільняють врешті — перевтілення Джафара з Аладдіна.
- Коли Лаверн звільняє птахів, грає музика з «Чарівника смарагдового міста».
- У ролі статуй Нотр-Дама можна помітити Дональда Дака і Міккі Мауса.
- У пісні «Out There», коли в кадрі з'являється місто, видно супутникову антену в лівому нижньому кутку.
- Коли Есмеральда співає «Боже, допоможи ізгоям», золоті монети на її поясі зникають.
- Белль з м/ф «Красуня і Чудовисько» (1991) можна помітити в той час, як Квазімодо співає «Там». В цей же час зліва від неї знаходиться жінка з «Русалоньки» (1989), яка прислуговувала в замку принца Еріка.
- Килимок з Аладдіна струшує продавець на вулиці.
- Пумбу з м/ф «Король Лев» з яблуком у роті збираються підсмажити на початку фільму, а потім він опиняється серед чудовиськ під час бійки.